# Белая (приток Волманги)
Белая — река в России, протекает в Опаринском районе Кировской области. Устье реки находится в 52 км по левому берегу реки Волманга. Длина реки составляет 40 км, площадь бассейна 316 км².
Белая берёт исток в лесах близ точки, где сходятся Кировская, Вологодская и Костромская область в 22 км к северо-западу от посёлка Верхняя Волманга. Река течёт на юго-восток по ненаселённому заболоченному лесу. Впадает в Волмангу в посёлке Верхняя Волманга.

## Притоки (км от устья)
- 14 км: река Рамитница (пр)
- 18 км: река Кривуша (пр)
- река Польница (лв)

## Данные водного реестра
По данным государственного водного реестра России относится к Камскому бассейновому округу, водохозяйственный участок реки — Вятка от города Киров до города Котельнич, речной подбассейн реки — Вятка. Речной бассейн реки — Кама.
По данным геоинформационной системы водохозяйственного районирования территории РФ, подготовленной Федеральным агентством водных ресурсов:
- Код водного объекта в государственном водном реестре — 10010300312111100035195
- Код по гидрологической изученности (ГИ) — 111103519
- Код бассейна — 10.01.03.003
- Номер тома по ГИ — 11
- Выпуск по ГИ — 1